# Divizia A 1970-1971
Sezonul 1970-1971 al Diviziei A a fost cea de-a 53-a ediție a Campionatului de Fotbal al României, și a 33-a de la introducerea sistemului divizionar. A început pe 30 august 1970 și s-a terminat pe 27 iunie 1971. Dinamo București a devenit campioană pentru a șasea oară în istoria sa.

## Clasament
| Loc | Echipă                  | Pct. | MJ | V  | E  | Î  | GM | GP | DG  | Calificare sau retrogradare          |
| --- | ----------------------- | ---- | -- | -- | -- | -- | -- | -- | --- | ------------------------------------ |
| 1.  | Dinamo (C)              | 36   | 30 | 13 | 10 | 7  | 49 | 31 | +18 | Cupa Campionilor 1971-72 Prima rundă |
| 2.  | Rapid                   | 35   | 30 | 12 | 11 | 7  | 35 | 25 | +10 | Cupa UEFA 1971-72 Prima rundă        |
| 3.  | Steaua București        | 33   | 30 | 11 | 11 | 8  | 46 | 31 | +15 | Cupa Cupelor 1971-72 Prima rundă     |
| 4.  | UTA Arad                | 33   | 30 | 14 | 5  | 11 | 49 | 35 | +14 | Cupa UEFA 1971-72 Prima rundă        |
| 5.  | Steagul Roșu Brașov     | 33   | 30 | 13 | 7  | 10 | 32 | 29 | +3  | Cupa Balcanică 1972                  |
| 6.  | Universitatea Craiova   | 32   | 30 | 12 | 8  | 10 | 29 | 32 | −3  |                                      |
| 7.  | Petrolul Ploiești       | 31   | 30 | 10 | 11 | 9  | 33 | 35 | −2  |                                      |
| 8.  | Poli Iași               | 30   | 30 | 13 | 4  | 13 | 50 | 41 | +9  |                                      |
| 9.  | Argeș Pitești           | 30   | 30 | 11 | 8  | 11 | 41 | 44 | −3  |                                      |
| 10. | Dinamo Bacău            | 30   | 30 | 13 | 4  | 13 | 37 | 41 | −4  |                                      |
| 11. | Farul                   | 30   | 30 | 11 | 8  | 11 | 39 | 45 | −6  |                                      |
| 12. | U Cluj                  | 29   | 30 | 10 | 9  | 11 | 36 | 35 | +1  |                                      |
| 13. | Jiul Petroșani          | 28   | 30 | 12 | 4  | 14 | 28 | 35 | −7  |                                      |
| 14. | CFR Cluj                | 26   | 30 | 9  | 8  | 13 | 37 | 52 | −15 |                                      |
| 15. | Progresul București (R) | 25   | 30 | 8  | 9  | 13 | 34 | 39 | −5  | Retrogradare în Divizia B 1971-1972  |
| 16. | CFR Timișoara (R)       | 19   | 30 | 7  | 5  | 18 | 21 | 46 | −25 | Retrogradare în Divizia B 1971-1972  |

| Câștigătorii Diviziei A, ediția 1970/1971 |
| ----------------------------------------- |
| Dinamo București Al 6-lea Titlu           |

## Rezultate
| Oaspeți ► Gazde ▼                          | ARG | BAC | CFR | CFT | UCR | DIN | FAR | JIU | PET | PIA | PRO | RAP | SRB | STE | UTA | UCL |
| ------------------------------------------ | --- | --- | --- | --- | --- | --- | --- | --- | --- | --- | --- | --- | --- | --- | --- | --- |
| Argeș Pitești                              | —   | 4–1 | 4–1 | 3–1 | 1–0 | 1–1 | 2–1 | 1–0 | 2–0 | 2–2 | 3–0 | 2–0 | 0–1 | 0–0 | 4–1 | 1–1 |
| Bacău                                      | 3–0 | —   | 0–0 | 1–0 | 3–1 | 1–1 | 2–1 | 2–0 | 5–0 | 2–0 | 2–0 | 1–0 | 1–0 | 0–2 | 1–0 | 2–0 |
| CFR Cluj                                   | 2–2 | 2–1 | —   | 3–1 | 0–0 | 0–1 | 3–3 | 0–0 | 3–2 | 2–4 | 1–0 | 3–1 | 3–2 | 5–0 | 2–2 | 2–1 |
| CFR Timișoara                              | 0–2 | 2–0 | 0–1 | —   | 0–1 | 1–2 | 0–0 | 1–2 | 1–0 | 2–1 | 2–1 | 1–3 | 0–0 | 0–0 | 2–0 | 2–1 |
| Universitatea Craiova                      | 1–0 | 2–0 | 1–1 | 1–1 | —   | 1–0 | 3–1 | 1–0 | 1–1 | 1–0 | 3–3 | 1–0 | 1–0 | 0–2 | 1–0 | 1–1 |
| Dinamo București                           | 1–1 | 2–1 | 4–0 | 2–0 | 1–2 | —   | 4–1 | 4–0 | 2–2 | 1–3 | 1–2 | 1–1 | 4–4 | 3–0 | 4–1 | 2–1 |
| Farul Constanța                            | 1–1 | 4–2 | 2–0 | 2–1 | 2–0 | 2–1 | —   | 1–0 | 1–1 | 2–1 | 2–1 | 1–4 | 1–0 | 2–1 | 0–2 | 2–0 |
| Jiul Petroșani                             | 4–1 | 1–0 | 2–0 | 2–1 | 1–0 | 2–0 | 2–0 | —   | 2–0 | 2–0 | 3–1 | 0–2 | 2–1 | 1–1 | 0–2 | 0–0 |
| Petrolul Ploiești                          | 2–0 | 2–0 | 2–1 | 1–1 | 3–1 | 2–1 | 1–1 | 1–0 | —   | 3–1 | 1–1 | 0–0 | 4–0 | 1–1 | 1–1 | 1–0 |
| Politehnica Iași                           | 2–0 | 3–1 | 2–0 | 1–0 | 2–0 | 0–0 | 3–2 | 6–1 | 3–0 | —   | 1–1 | 0–0 | 0–1 | 2–0 | 4–1 | 4–2 |
| Progresul București                        | 2–2 | 3–1 | 1–0 | 0–1 | 1–0 | 0–0 | 0–0 | 0–0 | 0–1 | 4–2 | —   | 0–1 | 2–0 | 1–1 | 1–2 | 4–1 |
| Rapid București                            | 1–1 | 0–1 | 3–1 | 3–0 | 1–1 | 1–1 | 2–2 | 1–0 | 1–0 | 2–1 | 2–0 | —   | 1–3 | 0–0 | 1–0 | 1–0 |
| Steagul Roșu Brașov                        | 3–0 | 0–0 | 1–0 | 1–0 | 1–0 | 0–0 | 2–0 | 1–0 | 2–0 | 2–0 | 1–3 | 1–1 | —   | 2–1 | 0–0 | 0–1 |
| Steaua București                           | 5–1 | 4–2 | 6–0 | 4–0 | 1–1 | 0–1 | 0–0 | 2–0 | 0–0 | 3–1 | 2–2 | 1–1 | 1–2 | —   | 3–0 | 3–1 |
| UTA Arad                                   | 6–1 | 6–0 | 3–0 | 6–0 | 0–2 | 0–2 | 3–0 | 2–1 | 2–0 | 2–0 | 2–0 | 1–1 | 3–1 | 1–0 | —   | 0–0 |
| Universitatea Cluj                         | 1–0 | 1–1 | 1–1 | 2–0 | 5–1 | 2–2 | 3–2 | 3–0 | 1–1 | 2–0 | 1–0 | 1–0 | 0–0 | 0–2 | 3–0 | —   |
| Câștigă gazdele; Remiză; Câștigă oaspeții. |     |     |     |     |     |     |     |     |     |     |     |     |     |     |     |     |

## Echipa campioană
| Dinamo București |
| --- |
| Portari: Mircea Constantinescu (27 / 0); Marin Andrei (4 / 0); Iosif Cavai (1/0). Fundași: Florin Cheran (27 / 1); Ion Nunweiller (20 / 0); Mircea Stoenescu (20 / 0); Cornel Dinu (24 / 4); Gabriel Sandu (9 / 0); Augustin Deleanu (27 / 3); Constantin Ștefan (8 / 0); Nicolae Petre (2 / 0). Mijlocași: Viorel Sălceanu (26 / 8); Alexandru Mustățea (18 / 0); Radu Nunweiller (30 / 5). Înainte: Alexandru Moldovan (12 / 0); Petre Nuțu (12 / 0); Florea Dumitrache (28 / 15); Mircea Lucescu (23 / 3); Gavril Ambele (10/1); Doru Popescu (22 / 7); Ion Haidu (14 / 2); Ion Moț (3 / 0). (aparițiile în ligă și golurile enumerate între paranteze) Manager: Nicolae Dumitru . |

## Golgheteri
| Clasament | Jucător               | Club                  | Goluri |
| --------- | --------------------- | --------------------- | ------ |
| 1         | Florea Dumitrache     | Dinamo București      | 15     |
| 1         | Constantin Moldoveanu | Politehnica Iași      | 15     |
| 1         | Gheorghe Tătaru       | Steaua București      | 15     |
| 4         | Constantin Frățilă    | Argeș Pitești         | 13     |
| 5         | Mihai Adam            | Universitatea Cluj    | 12     |
| 5         | Anghel Iordănescu     | Steaua București      | 12     |
| 5         | Alexandru Neagu       | Rapid București       | 12     |
| 5         | Ion Oblemenco         | Universitatea Craiova | 12     |